# Спокута кохання (фільм)
«Спокута кохання» — це американський християнський вестерн романтичний фільм 2022 року, знятий Д.Дж. Карузо, який написав сценарій разом із Франсін Ріверс. Фільм заснований на однойменному романі Ріверса 1991 року, який базується на біблійній історії про Осію, і розгортається на Старому Заході Америки під час Каліфорнійської золотої лихоманки. У головних ролях Ебігейл Ковен, Том Льюїс і Логан Маршалл-Грін.
Фільм був спільним виробництвом Pinnacle Peak Pictures, Mission Pictures International і Nthibah Pictures, і знімали його у Кейптауні, Південна Африка. 21 січня 2022 року фільм був випущений кінотеатром Universal Pictures і отримав загалом негативні відгуки критиків. «Спокута кохання» була номінована на премію GMA Dove Award як надихаючий фільм/серіал року на GMA Dove Awards 2022.

## Сюжет
Під час Каліфорнійської золотої лихоманки красива молода жінка на ім'я Енджел працює повією у вигаданому містечку Паір-а-Діс. Незважаючи на те, що вона є об'єктом бажання місцевих чоловіків, вона виживає завдяки ненависті та самоненависті. Тим часом приїжджий фермер на ім'я Майкл Осія молиться, щоб Бог послав йому дружину. Пізніше того ж дня він бачить Енджел, яка гуляє містом, і закохується з першого погляду.
Флешбеки показують, що справжнє ім'я Енджел Сара, і що вона знає лише насильство від чоловіків. У дитинстві вона випадково чує, як її батько, Алекс Стаффорд, каже, що їй ніколи не слід було народжуватися. Сара дізнається, що її батько одружений, а мати, Мей, є його коханкою. Зрештою Алекс припиняє підтримку Мей, змушуючи її стати повією, в результаті вона захворіла та помирає. Розгублена Сара відкидає католицьку віру своєї матері. Після цього сутенер Мей продає 8-річну Сару чоловікові на ім'я Дюк, який перейменовує її на «Енджел» і змушує займатися проституцією. Одного вечора, коли Енджел була ще підлітком, одним із клієнтів був її батько, і вона свідомо займається з ним сексом, щоб покарати його за те, як він поводився з її матір'ю. Він не впізнає її, але, дізнавшись наступного ранку, покінчує життя самогубством. Це спонукає Енджел втекти від Дюка. Вона приїжджає до Каліфорнії з надією почати нове життя, але, залишившись без грошей, знову стає повією в публічному будинку.
У наш час, коли Майкл заходить до кімнати Енджел і каже їй, що хоче з нею одружитися, вона зверхньо ставиться до нього. Лише після того, як її ледь не забив до смерті охоронець борделю, вона погодилася вийти заміж за Майкла й пішла з ним. Він доглядає за нею у себе вдома, незважаючи на те, що вона продовжує відсторонено ставитися до нього. Майкл продовжує дивувати її, стверджуючи, що любить її як свою дружину, і відмовляється від сексу з нею. Боячись довіряти йому, вона тікає за першої ж нагоди, але Майкл знаходить її і переконує повернутися додому.
Коли вони починають своє життя на фермі, Енджел починає відчувати почуття до Майкла, але знову втікає, коли розуміє, що він хоче дітей, а вона вважає себе безплідною. Вона їде з швагром Майкла, Полом, який ображається на неї через її минуле і вимагає, щоб вона заплатила йому за поїздку, займаючись з ним сексом. Повернувшись у Паір-а-Діс, Енджел повертається до борделю, щоб отримати від герцогині золото, яке їй заборгували. Вона виявляє, що бордель був спалений МакГоуеном разом із герцогинею, Лакі та Мей Лінг всередині. Не маючи грошей і житла, вона неохоче повертається до проституції з одним із власників міського бару. Коли Майкл прибуває, щоб врятувати її від роботодавців, вона з полегшенням повертається з ним додому. Він прощає її, і їхні стосунки починають розквітати, засновані на чесності та прихильності.
Коли Енджел закохується в Майкла, вона стає переконаною, що він буде щасливішим у шлюбі з іншою людиною, яка може мати дітей, що спонукає її залишити його знову. Навчившись готувати під час проживання з Майклом, вона може влаштуватися на роботу в кафе в місті, а не повертатися до проституції. Однак випадково вона зустрічає Дюка, який переїхав до Каліфорнії. Він змушує її повернутися до проституції, погрожуючи життю її роботодавця. Він ставить її на сцену у своєму новому закладі, щоб її відвідувачі могли побачити. Там, у момент відчаю, вона повертає віру, яку втратила після смерті матері, і розповідає глядачам про сексуальну торгівлю дівчатами Дюка. Дюк заперечує звинувачення та пробує вбити Енджел, але афроамериканець, який вважається старим другом Майкла, стримує його, і полонені дівчата втікають в зал, в результаті чого розлючений натовп лінчує Дюка. Після цього Енджел починає успішну місію — допомагає реабілітувати інших молодих повій.
Через три роки Пол випадково зустрічає Ейнджел, і каже їй, що Майкл все ще любить її. Енджел повертається додому до Майкла, пропонуючи свою любов і кажучи, що її справжнє ім'я Сара. Вони возз'єднуються і, як показує кінець фільму, зрештою мають дітей.

## Акторський склад
| Актор              | Роль          |
| ------------------ | ------------- |
| Том Льюїс          | Майкл Хосі    |
| Ебігейл Ковен      | Енджел / Сара |
| Логан Маршалл-Грін | Пол           |
| Ву Кесі            | Май Лінг      |
| Ліві Берч          | Сара Стаффорд |
| Фамке Янссен       | герцогиня     |
| Ніна Добрев        | Мей           |
| Ерік Дейн          | герцог        |

## Виробництво
Зйомки фільму проходили в Кейптауні у лютому 2020 року. Сам фільм було анонсовано у квітні 2020 року, режисером виступив Д.Дж. Карузо, а виконавчі продюсери Рома Дауні та Франсін Ріверс. Ріверс також написав сценарій разом з Карузо. «Спокута кохання» — це друга співпраця між продюсерами Сінді Бонд і Саймоном Свартом, першою стала «Я можу лише уявити» 2018 року. Вейн Фіцджон, Майкл Скотт і Бріттані Йост також продюсують.

## Реліз
Спочатку Redeeming Love мав вийти навесні 2021 року. Однак це було відкладено через пандемію COVID-19 . Фільм вийшов на екрани кінотеатрів США та Канади 21 січня 2022 року.
8 лютого 2022 року фільм було випущено для платформ VOD, а 8 березня 2022 року — на Blu-ray і DVD Він був доступний для потокової трансляції на Peacock з 10 березня 2022 року.

## Рецепція

### Каса
21 січня 2022 року компанія Universal Pictures випустила фільм у широкий прокат у 1903 кінотеатрах. Згідно з прогнозами, за перші три дні в країні він заробив менше 5 мільйонів доларів США, за перші вихідні він заробив 3,5 мільйона доларів, посівши четверте місце в прокаті. У четвертий вікенд фільм випав з першої десятки касових зборів, посівши дванадцяте місце з 354 835 доларів. Фільм став касовою бомбою, зібравши 9,46 мільйонів доларів у всьому світі проти бюджету в 30 мільйонів доларів.

### Критична відповідь
Майк Маккехілл з The Guardian дав фільму 2/5 зірок, сказавши, що він «незначно розкидає сюжет притчі на 134 хвилини та нагадує переробку фільму HBO „Дедвуд“ для цілей недільної школи: благочестивий, загадковий і караючий, із суворим виляючим пальцем ніколи далеко від входу в кадр». Нелл Міноу з RogerEbert.com поставила йому 2/4 зірки, написавши: «Найбільша проблема полягає в тому, що найзворушливіші моменти так сильно закарбовуються. Redeeming Love міг би спробувати охопити ширшу аудиторію, але задовольняється проповідуванням хору». А. А. Дауд з AV Club розкритикував історію кохання як «хибну», сказавши, що вона «зависає від фундаментального дисбалансу сил: Енджел буквально не може сказати „ні“ вечірнім візитам Майкла… і коли вона нарешті приймає його пропозиція, вона лежить у синцях і побитих після того, як один із головорізів її роботодавця побив її за дюйм її життя». Він поставив фільму оцінку D+.
Ренді Майерс з The Mercury News поставив йому оцінку 2,5/4, написавши: « Любов, можливо, найкраще прийняти вірянами, але вона добре зроблена і містить багато розповідей про цілющу силу любові та те, що ми всі заслуговуємо на друге місце». шанси".